# 五一村區

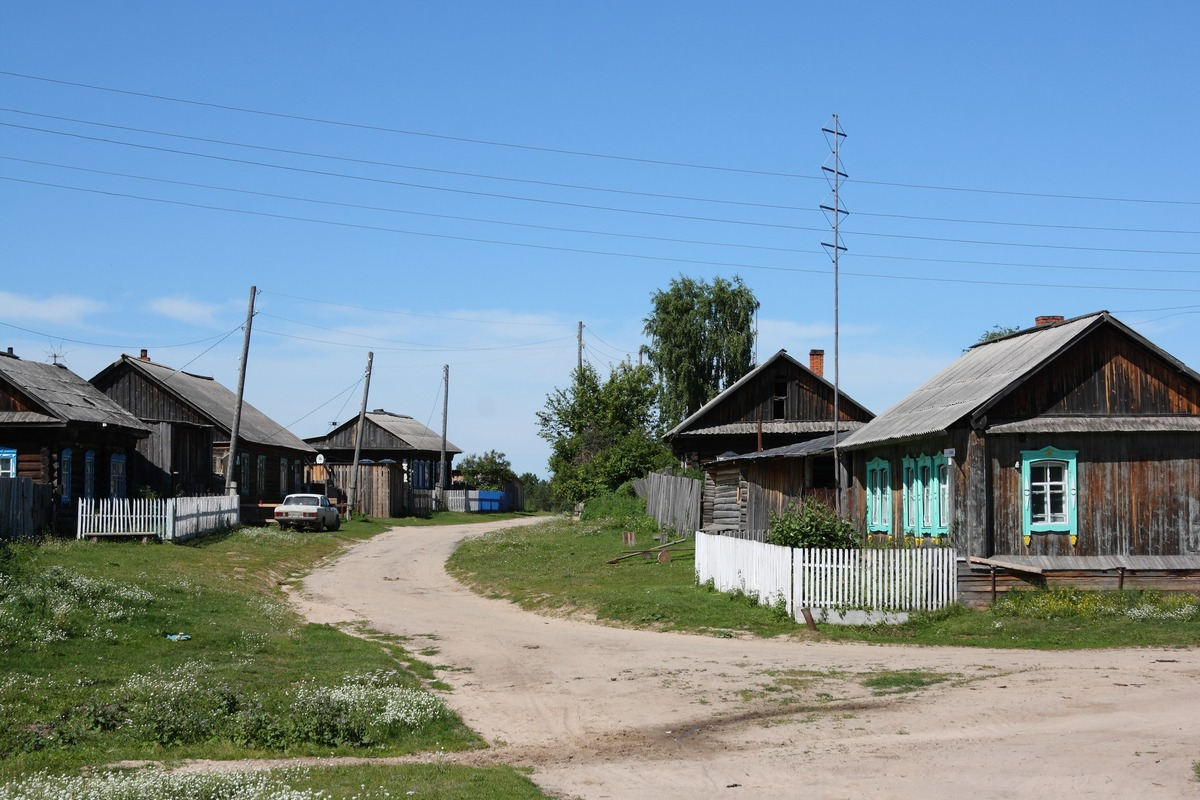

57°04′N 86°14′E / 57.067°N 86.233°E
五一村區（俄语：Первомайский район），是俄羅斯的一個區，位於該國中南部，由托木斯克州負責管轄，面積15,554.18平方公里，2010年人口18,947，人口密度每平方公里1.22人。